# Place du Forum
La place du Forum est une place de la commune de Reims, dans le département de la Marne, en région Grand Est.

## Situation et accès
Elle se trouve sur la perspective qui va de l'Hôtel de ville à la Place Royale. Une fontaine au centre et à ses extrémités deux aires de stationnement.

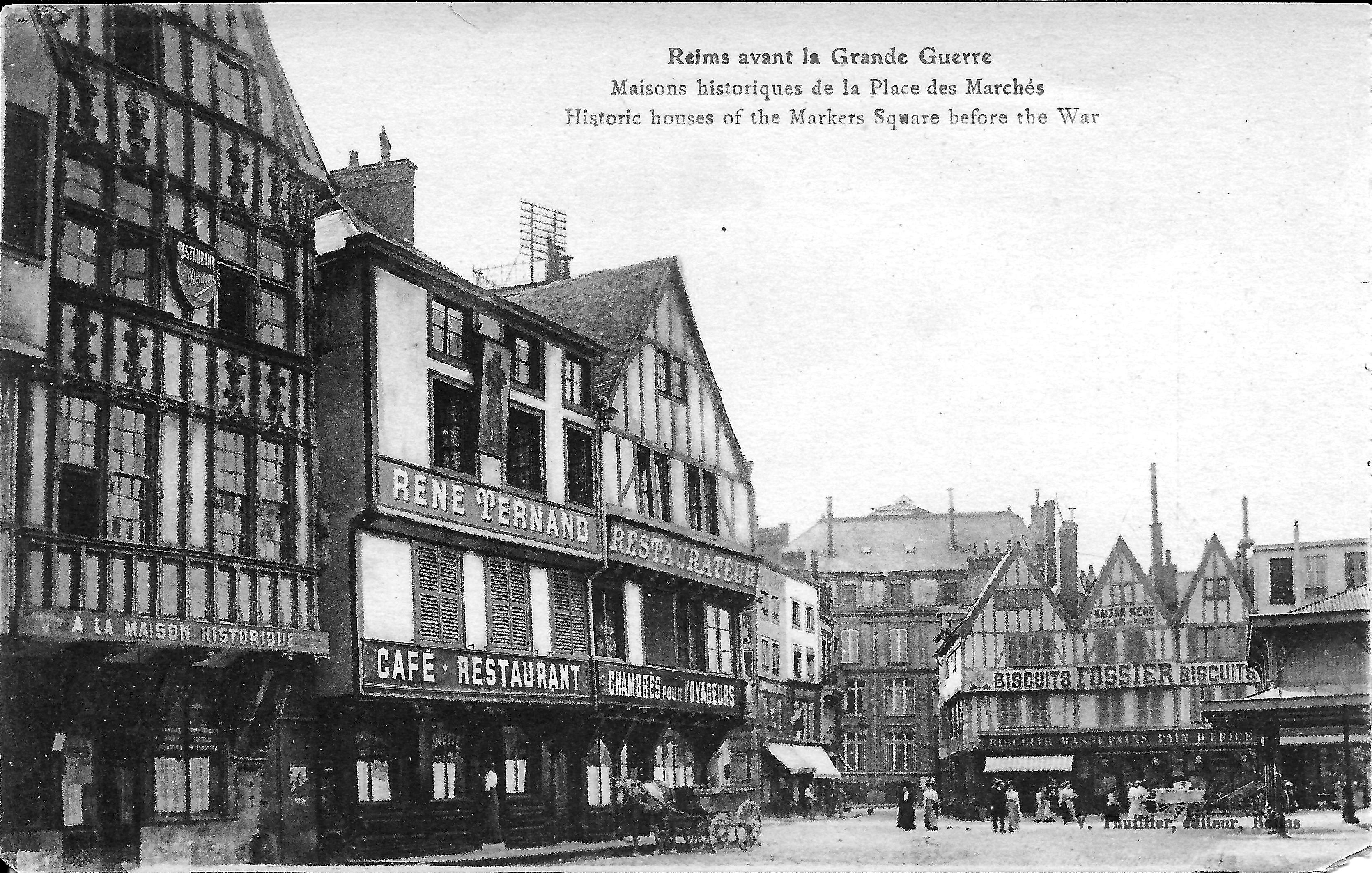
Carte postale montrant les maisons à pan de bois.
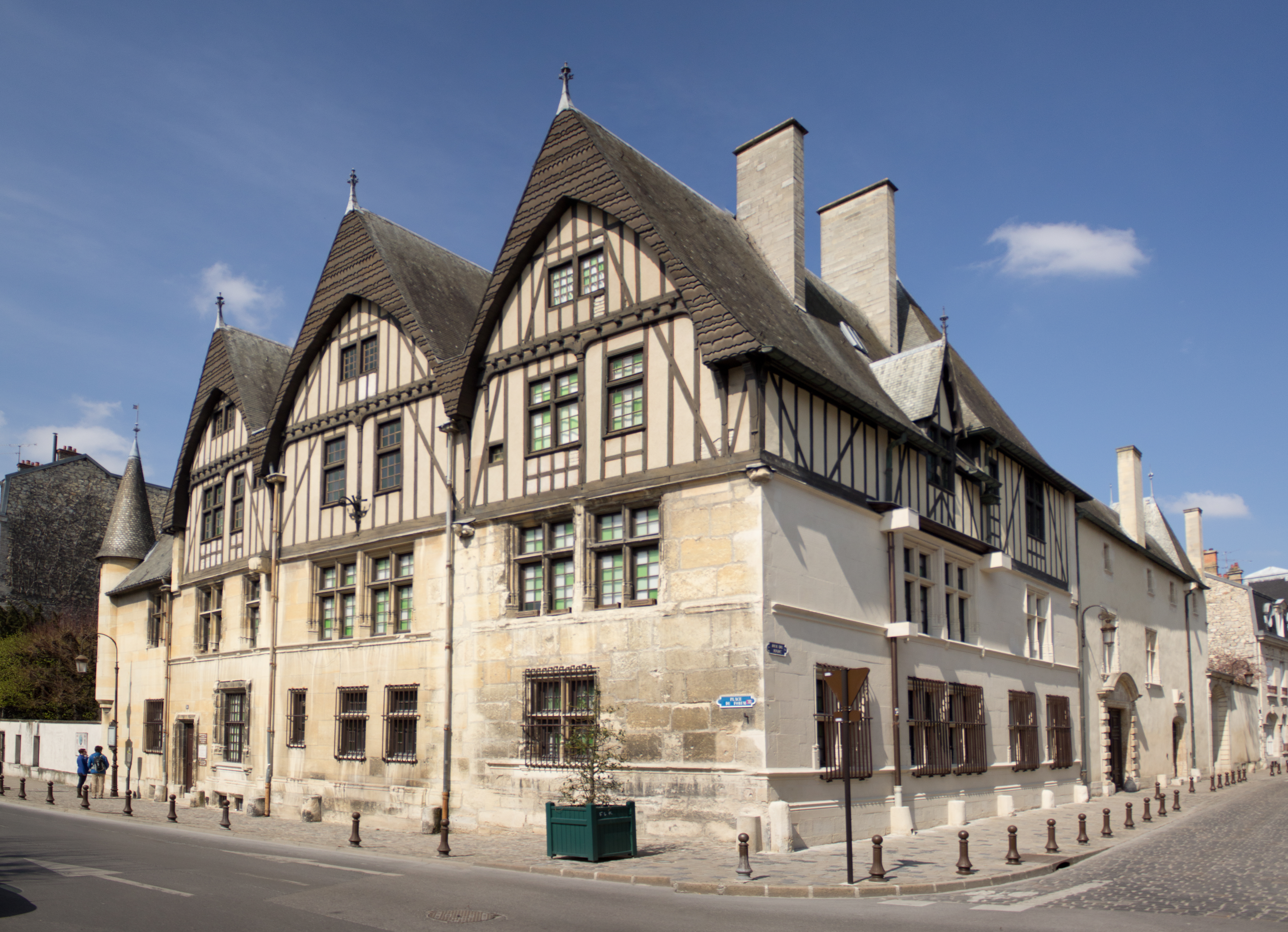
l'hôtel le Vergeur.
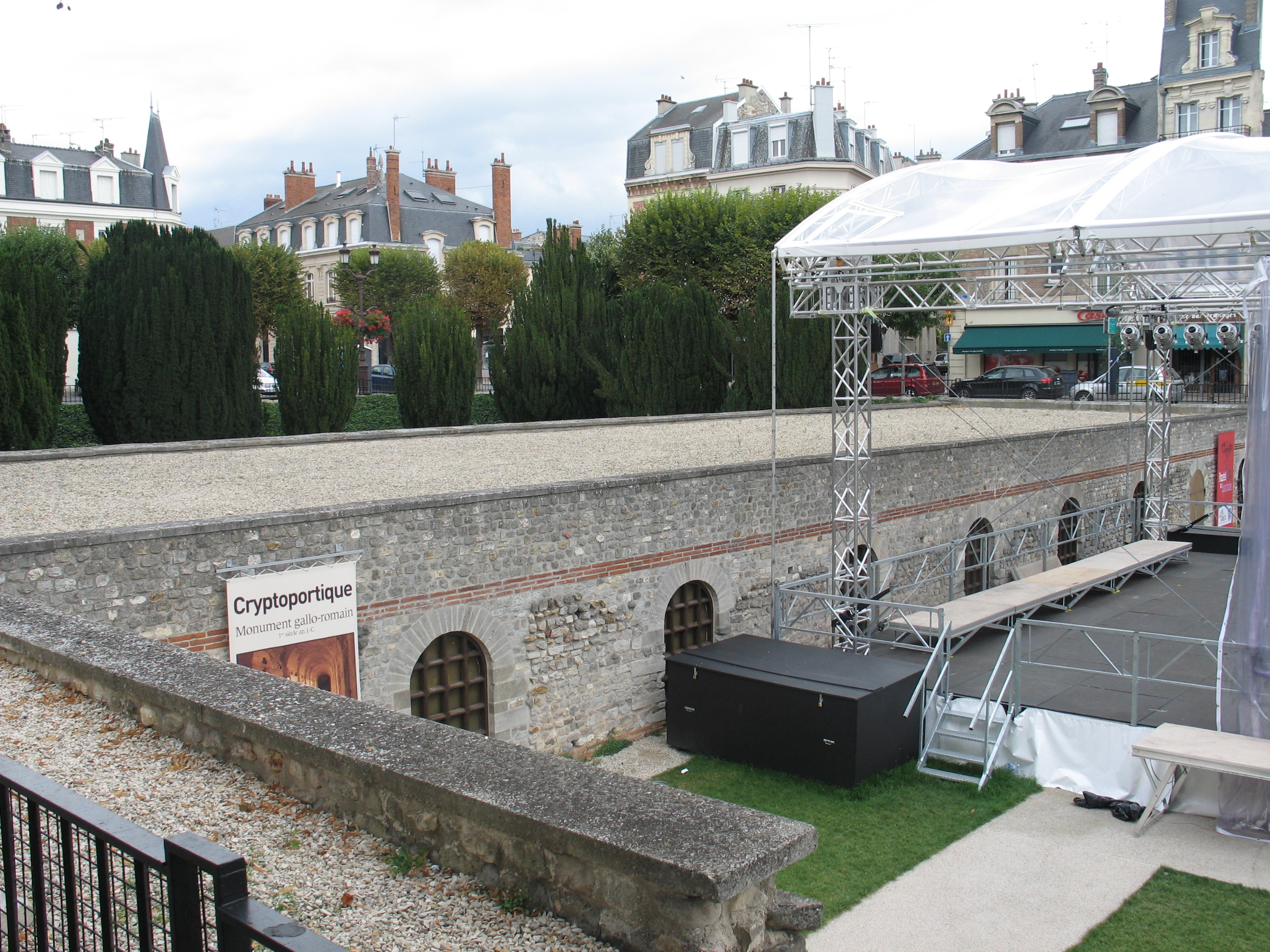
Le cryptoportique sur la place.

## Origine du nom
Elle se trouve à la place de l'ancien forum de l'enceinte romaine de la ville.

## Historique
En son centre un cryptoportique est toujours ouvert et elle fut longtemps un lieu de marché, marché au drap, marché au blé, une halle couverte fut bâtie en 1872 mais ne fut pas reconstruite après la Première Guerre mondiale, les Halles centrales de Reims étant édifiées au Boulingrin. Elle porte son nom depuis 1932 et recouvre l'ancienne rue Saint-Crépin.
L'usage actuel combine des commerces sur le pourtour avec deux aires de stationnement et une fontaine qui servent de lieu de spectacle, foire aux livres et expositions dans le Cryptoportique.

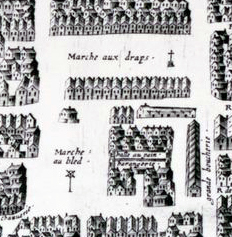
La place découpée en marché au blé et marché au drap.
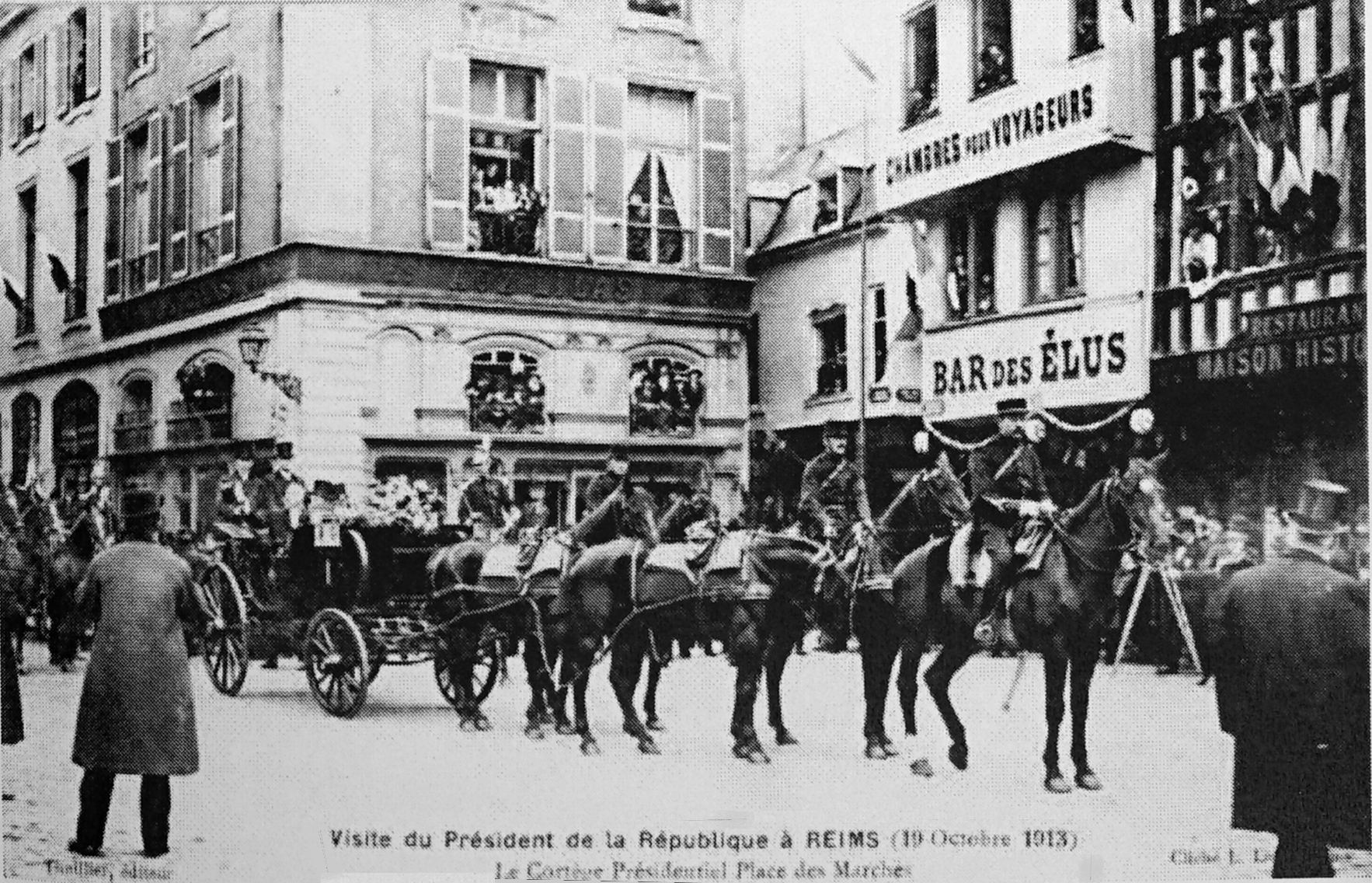
19 octobre 1913, visite du président Poincaré.
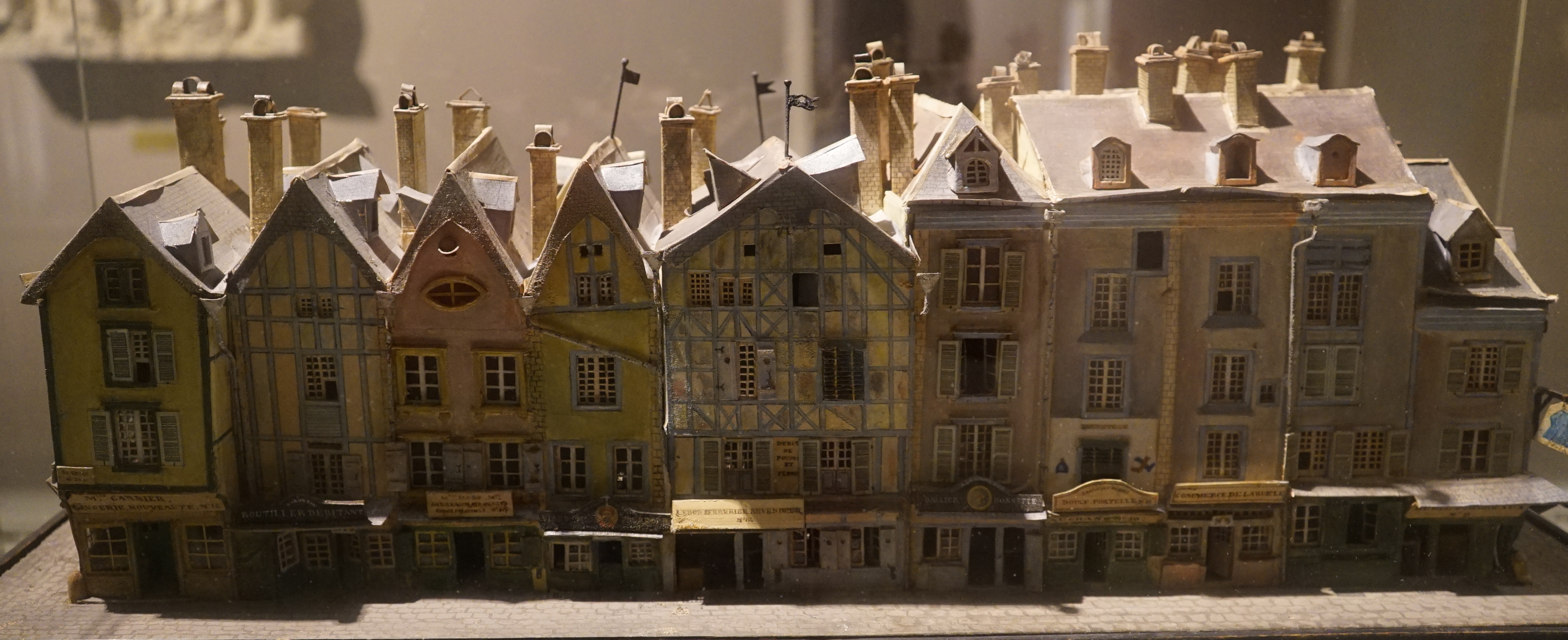
maquette du rang sacré, pâté de maisons rasées en 1837.
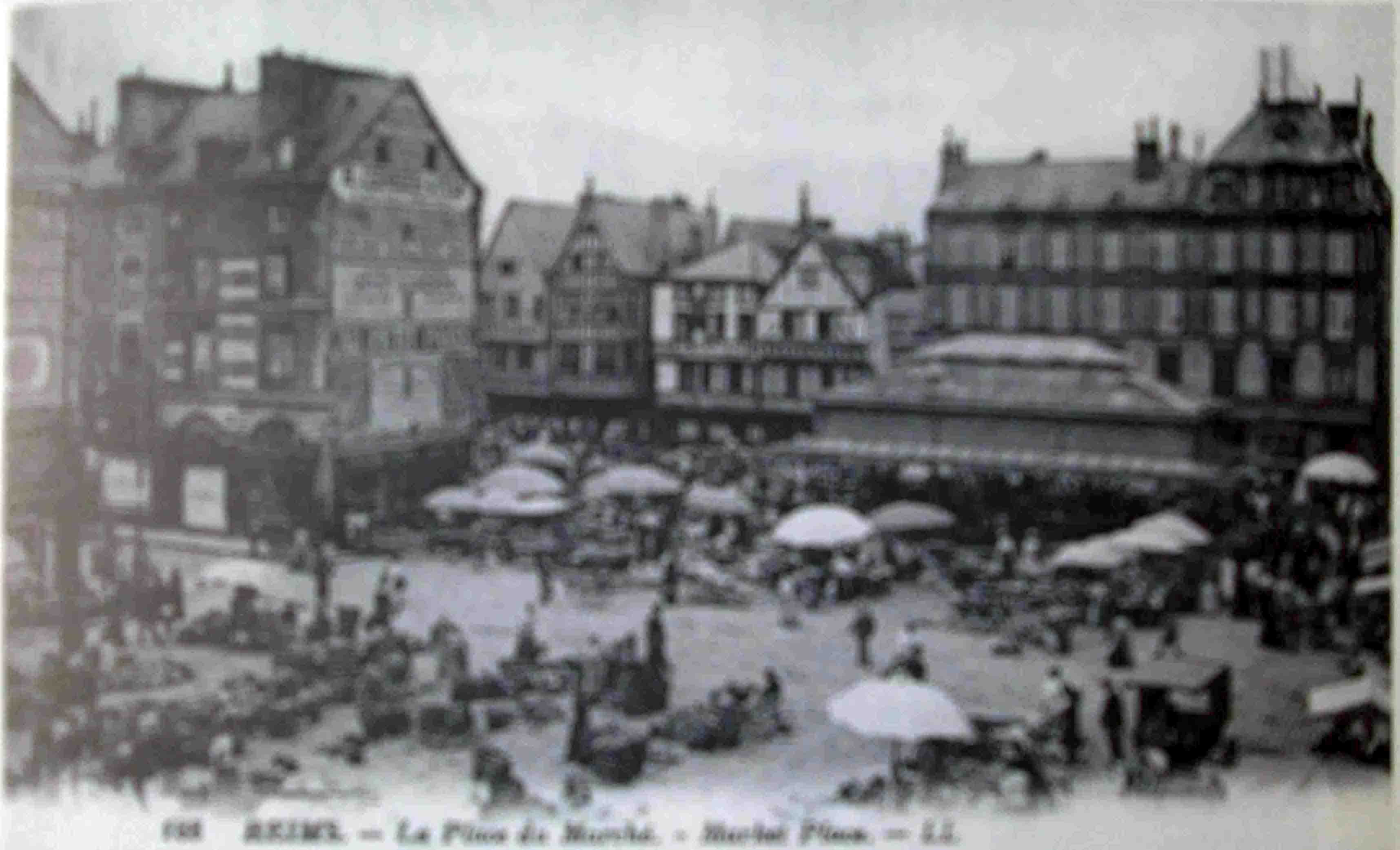
Anciennes halles couvertes.
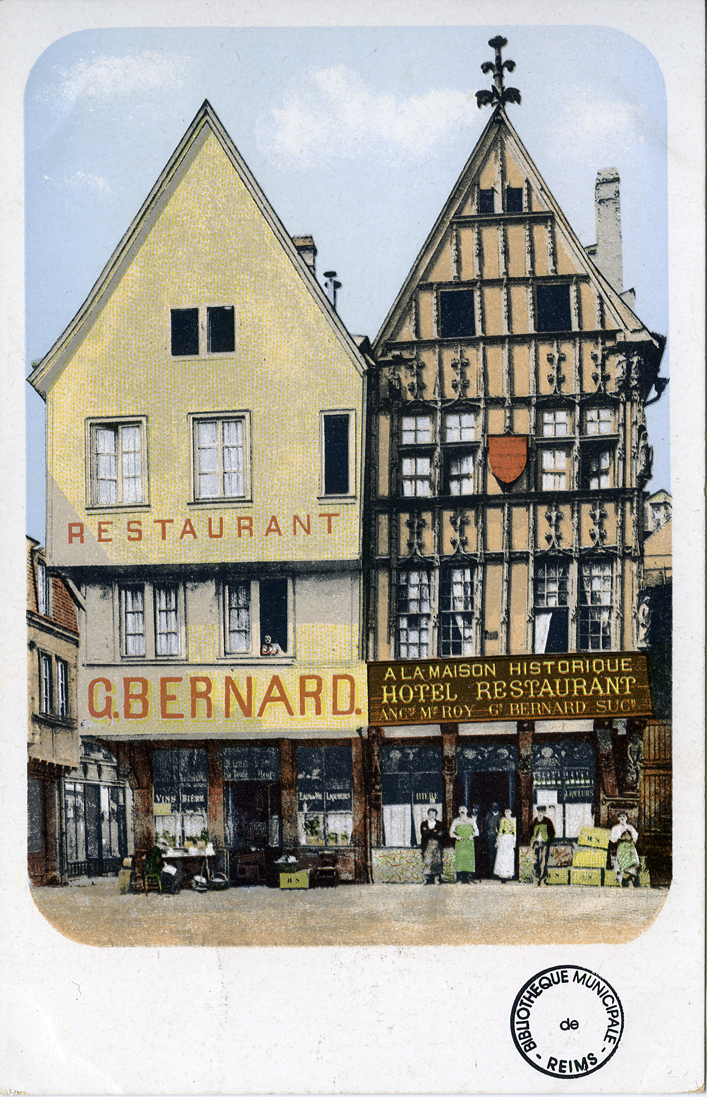
La maison "de l'enfant d'or" du XVe détruite lors de la Grande Guerre,
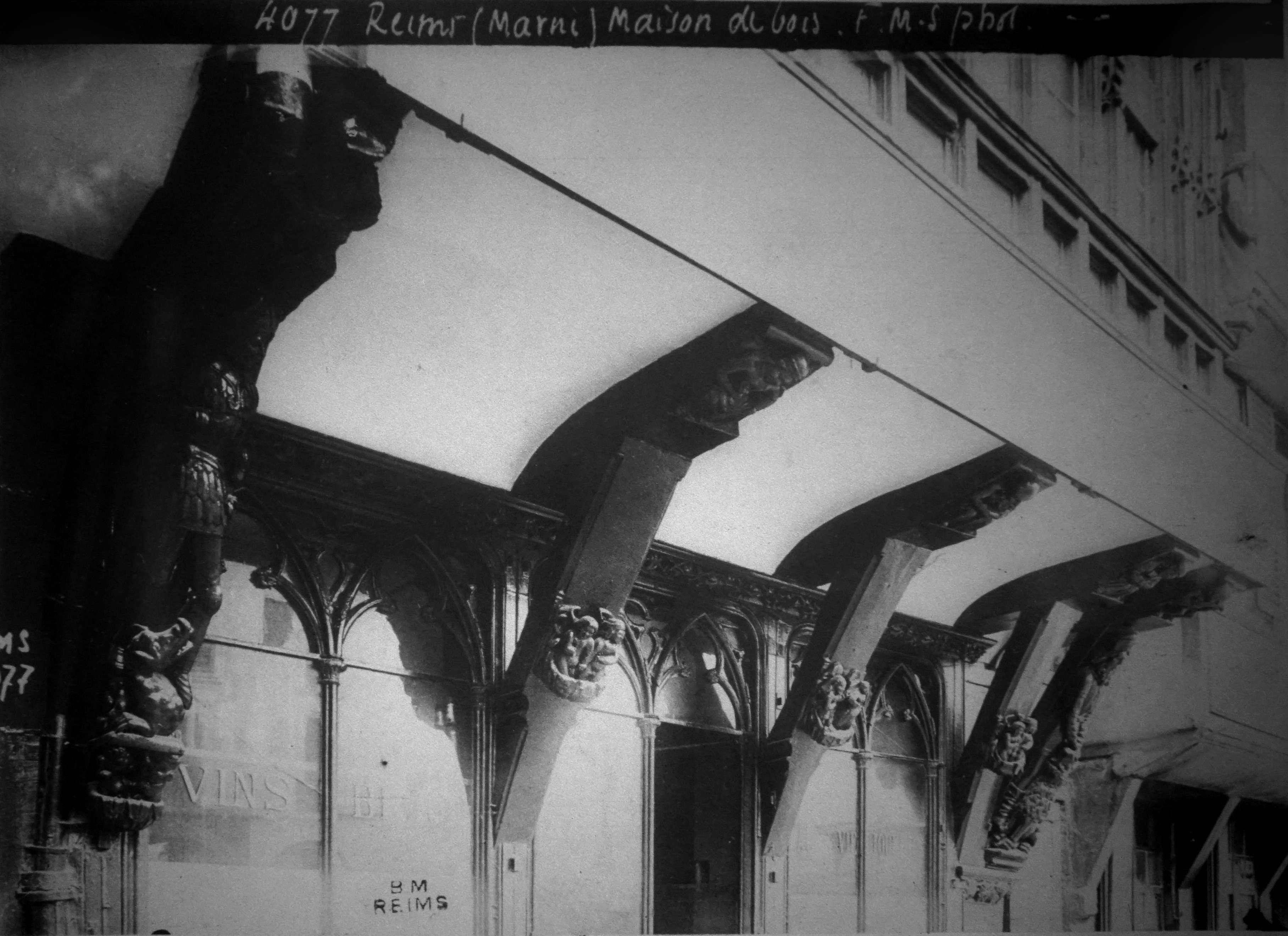
détail, Samson et le lion, Michel terrassant le dragon.

## Bâtiments remarquables et lieux de mémoire
- Le Cryptoportique de Reims,
- Plusieurs maisons dans le style Art déco,
- L'hôtel le Vergeur à l'angle nord/est de la place avec son jardin public,
- Au n°13-15 : immeuble des architectes Albert Cuvillier et Ferdinand Amann avec  Les sculptures, reprenant en particulier le thème du blé, sont d’Emile Potier, de l’atelier Berton, qui reçut pour son admirable travail, la médaille d’argent de la corporation des Architectes[1].

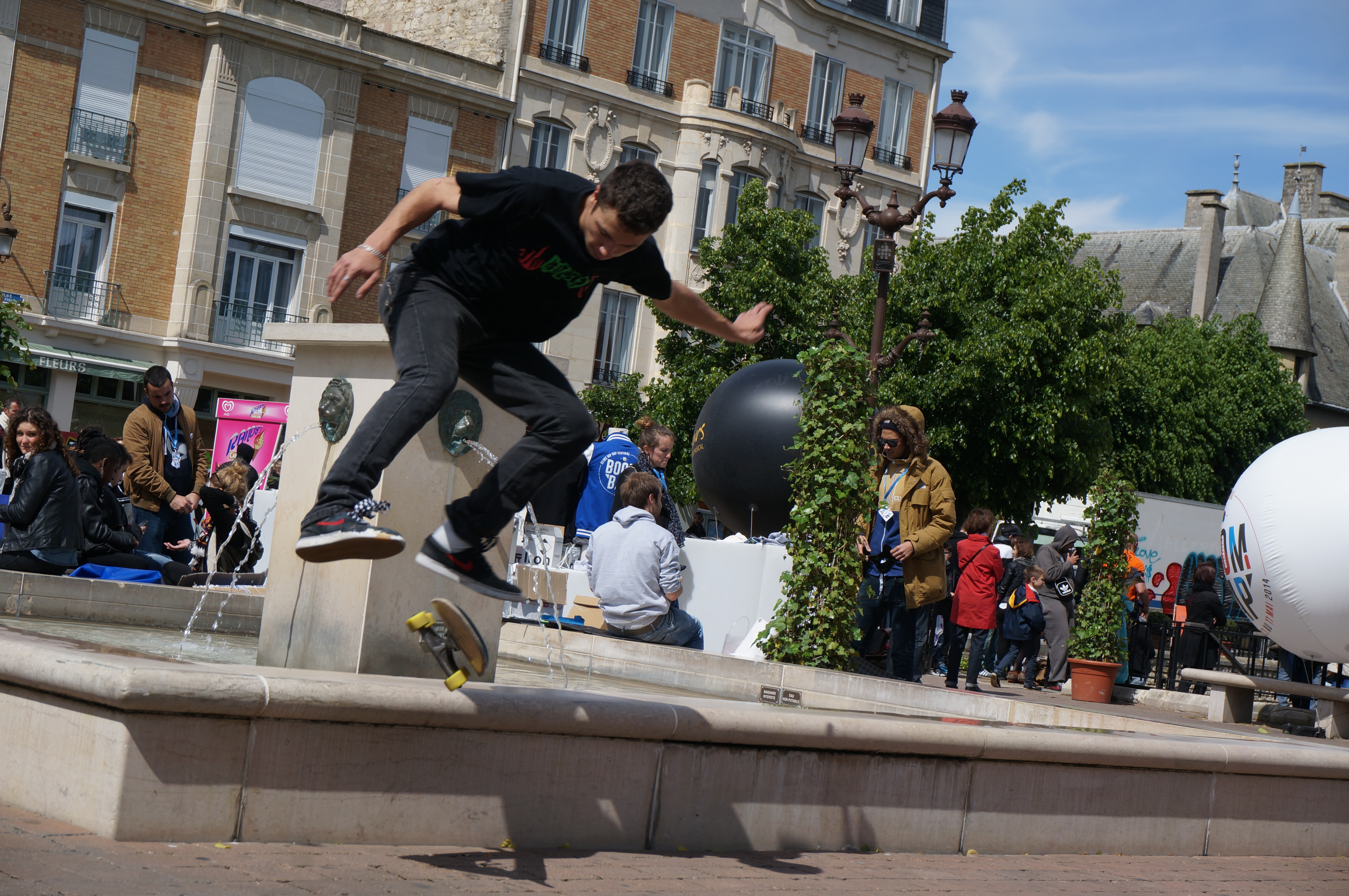
Fontaine,
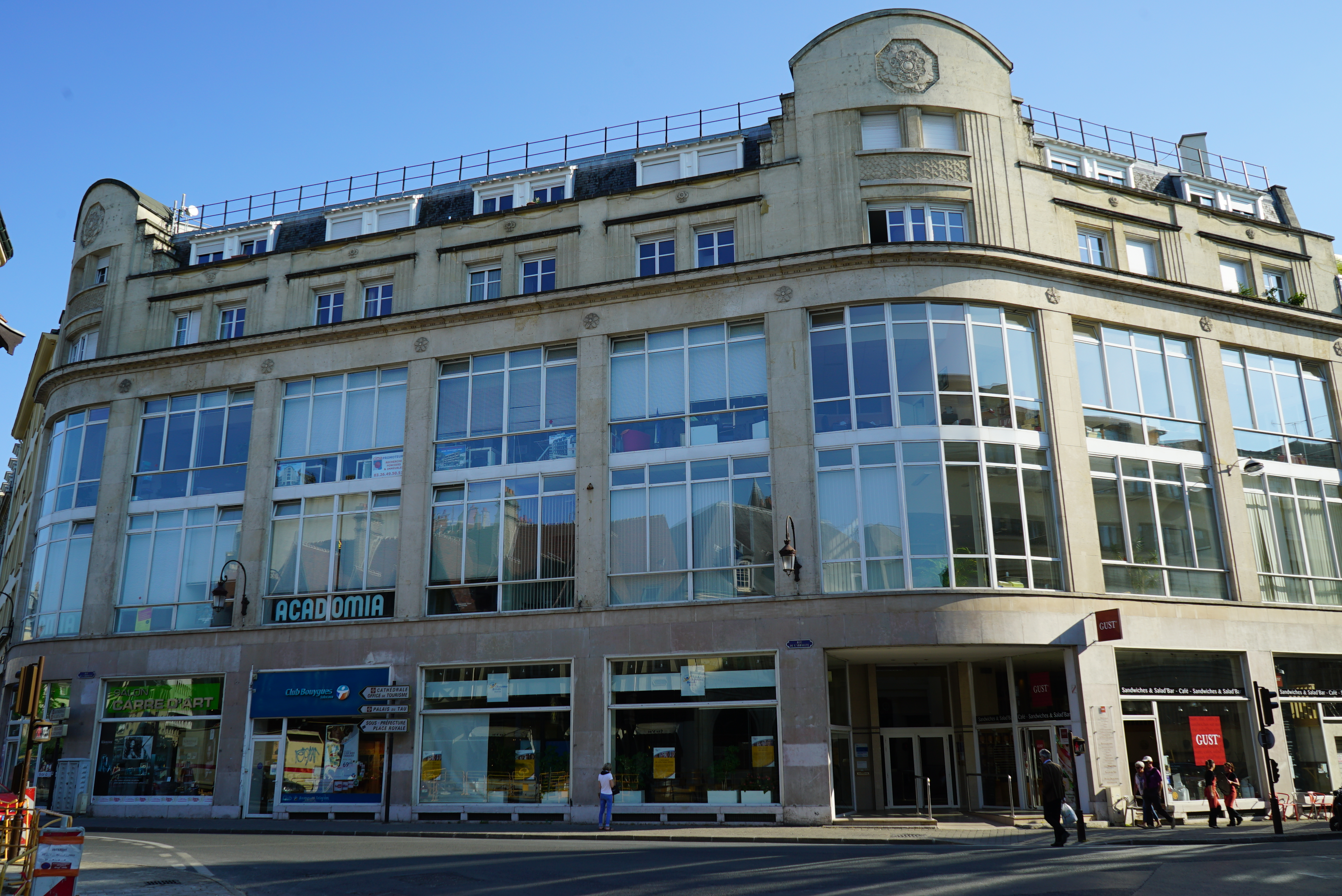
anciennes Fabriques françaises,
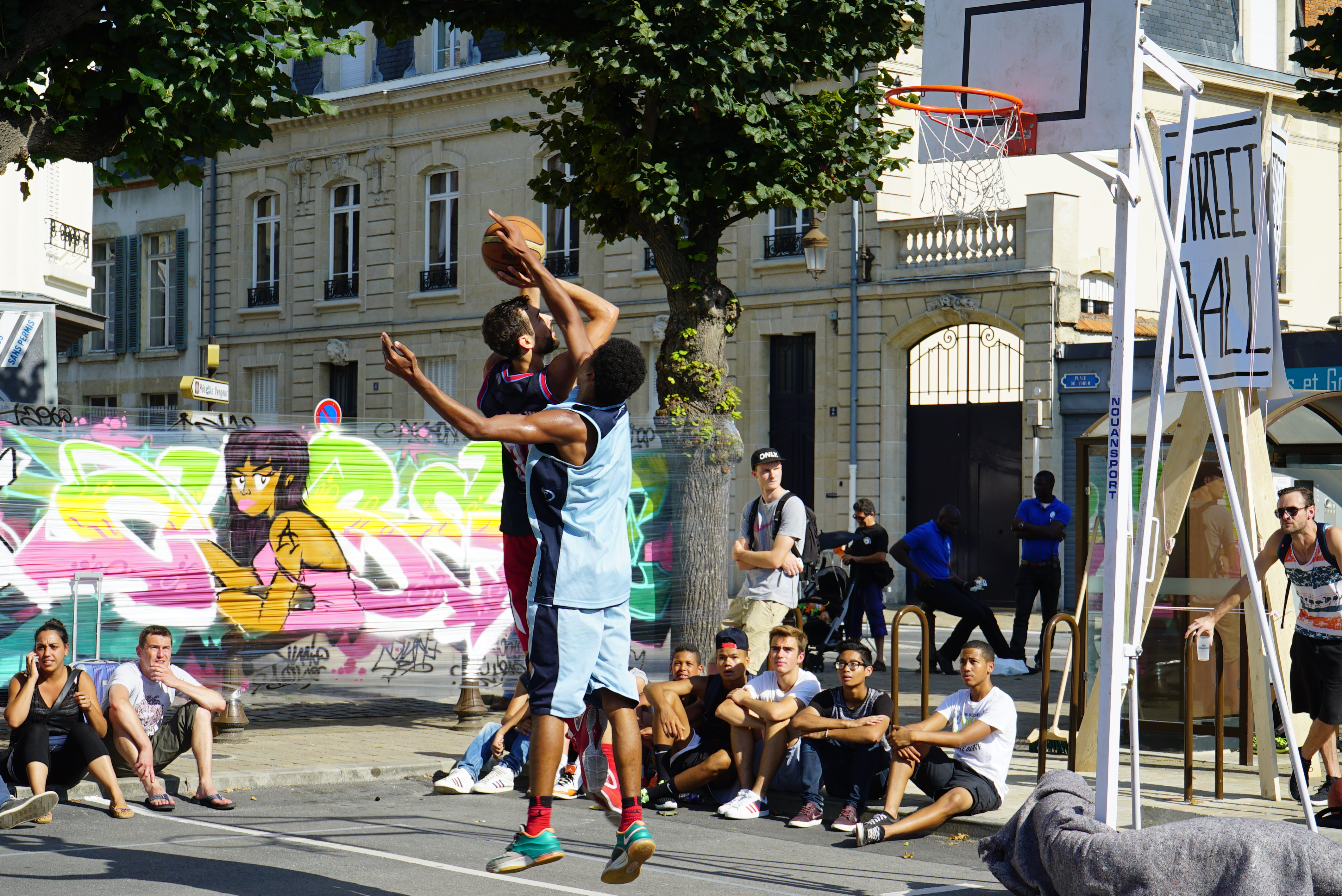
block party.